# GSC6541-4217
GSC6541-4217 — хімічно пекулярна зоря спектрального класу B4, що має видиму зоряну величину в смузі V приблизно 10,7.

## Пекулярний хімічний склад
GSC6541-4217 належить до Хімічно пекулярних зір з пониженим вмістом гелію 
й в її  зоряній атмосфері спостерігається нестача He у порівнянні з його вмістом в атмосфері Сонця.